# Gyrinus substriatus
Gyrinus substriatus är en skalbaggsart som beskrevs av Stephens 1828. Gyrinus substriatus ingår i släktet Gyrinus, och familjen virvelbaggar. Arten är reproducerande i Sverige.

## Bildgalleri

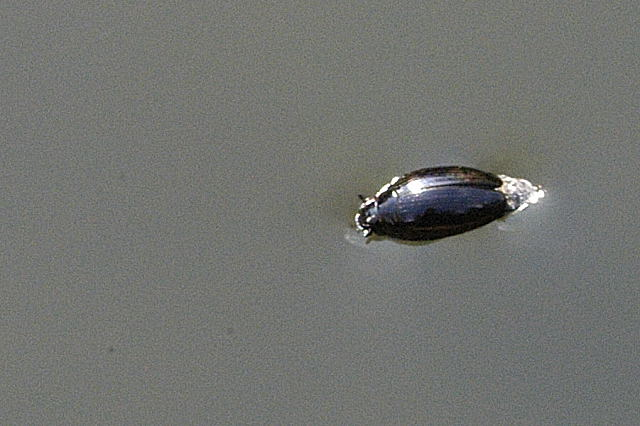
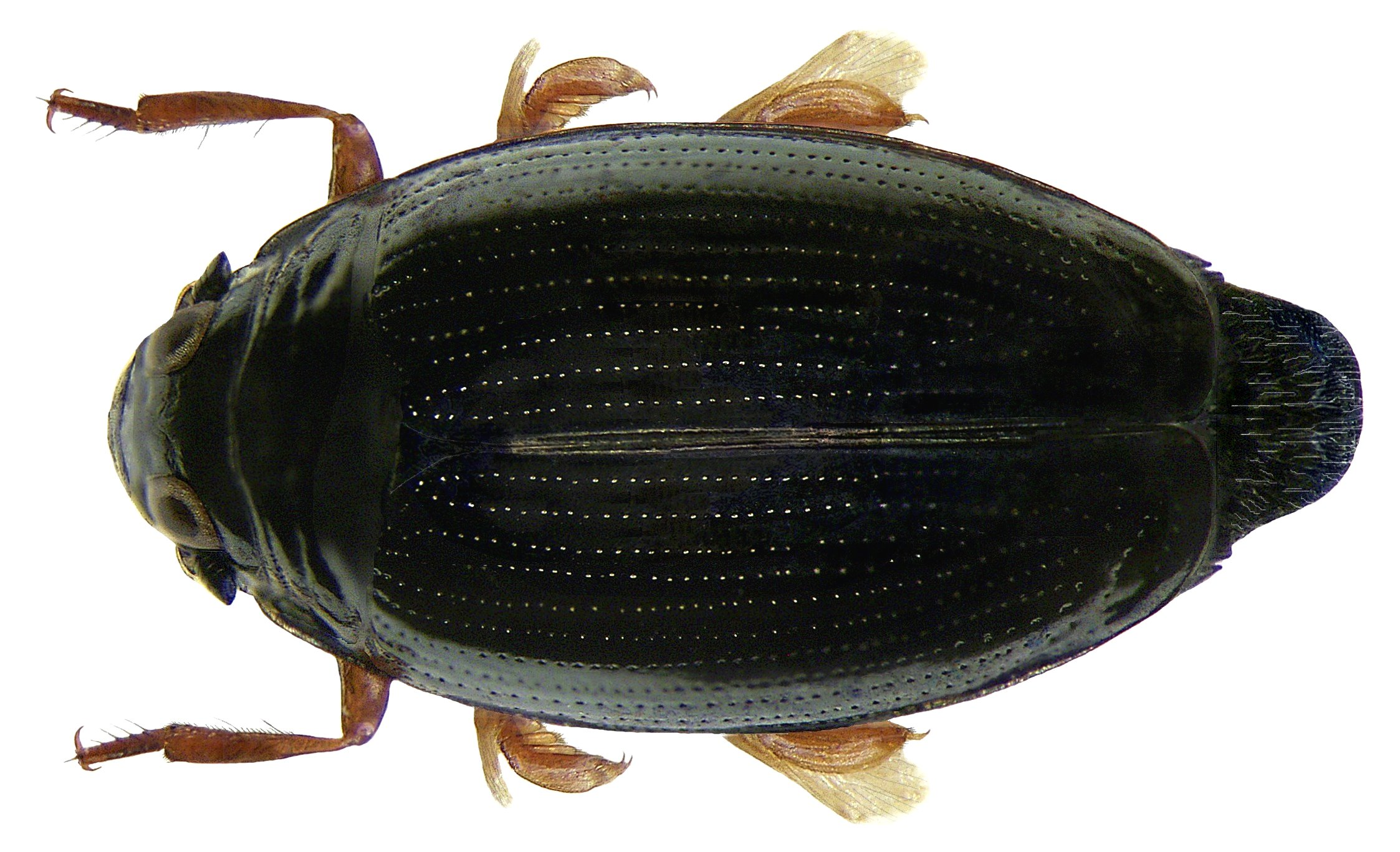